# Munnekeburen
Munnekeburen (Stellingwerfs: Munnikeburen, Fries: Munnikebuorren) is een dorp in de gemeente Weststellingwerf, in de Nederlandse provincie Friesland. Het ligt ten zuidwesten van Wolvega en ten noordwesten van de Rottige Meente. 
Onder het dorp valt ook een deel van de buurtschap Gracht, dat ten westen van Munnekeburen is gelegen. Tot 1969 viel ook het noordelijke deel van Langelille onder het dorp. In het grensgebied met Scherpenzeel is in 2007 een nieuwe buurtschap ontstaan, Munnekezeel. Het was al een bestaande buurt die gevormd werd door het feit dat het buiten de beide dorpskernen valt.
Munnekeburen werd in 1243 vermeld als Monkeburen, in 1331 als Monike-Kuynre, in 1399 als Monnekebuer in 1664 als Monickebuyren en in 1718 als Monike Buiren. De plaatsnaam duidt op diens oorsprong van ontstaan, dat er monniken van Sint Odulf uit Stavoren in het gebied kwamen te wonen, letterlijk gezegd 'de woningen van de monniken'.
In 1806 werd in Munnekeburen een hervormde kerk gebouwd. Tijdens de stormvloed van 1825 scheurden de muren en dreigde de kerk in te storten. Ook talloze huizen in het dorp raakten zwaar beschadigd.
Munnekeburen telt nog 1 basisschool. De christelijke en de openbare school zijn in 2014 samen verdergegaan als OBS De Aventurijn. Verder staan in Munnekeburen sporthal de Schakel en dorpshuis het Polderhuus. Achter dit complex ligt het Scheeneveld waar de clubs V.W.C., V.O.G. en De Westhoek hun thuiswedstrijden voetballen. De Westhoek is oorspronkelijk de voetbalclub van Scherpenzeel, later is er gekozen voor Munnekeburen waar een sportcomplex is aangelegd.
Veenhappersgat is de naam van het dorp tijdens het carnaval.

## Openbaar vervoer
Munnekeburen is per openbaar vervoer bereikbaar met buurtbuslijn 108, deze rijdt van en naar Wolvega. De buurtbus rijdt niet in het weekend en op feestdagen.

## Geboren in Munnekeburen
- Dirk Kerst Koopmans (1906-1998), kunstschilder